# 无明
無明（梵語：Avidyā，巴利語：avijjā），又叫做无明支，佛教術語，名烦恼的别称，為明的相反詞；为十二因缘之首位，一切苦之根本。因對法界不如实知见，所以造作顛倒的行為；即闇昧事物，不通达真理与不能明白理解事相或道理的精神状态。亦即不达、不解、不了，而以愚癡为其自相。泛指无智慧、愚癡。俱舍宗、唯识宗立无明为心所（心的作用）之一，即称作痴（梵語：moha）。
說一切有部將其列入大煩惱地法。

## 字源
在梵文，源自動詞vidyā，字面意義為「看到」、「知道」，常漢譯為明。這個單字源自於原始印歐語字根 *weid-，意為看到，或知道。與拉丁文動詞 vidēre（看到），或英文動詞 wit有相同來源。加上否定詞頭a-，形成這個單字。

## 無明種類
- 一念無明
- 無始無明

## 論典詮釋
大目犍連尊者《阿毘達磨法蘊足論》緣起品第二十一：
|  | 云何無明。謂於前際無知。後際無知。前後際無知。於內無知。外無知。內外無知。於業無知。異熟無知。業異熟無知。於善作業無知。惡作業無知。善惡作業無知。於因無知。因所生法無知。於佛法僧無知。於苦集滅道無知。於善不善法無知。於有罪無罪法無知。於應脩不應脩法無知。於下劣勝妙法無知。於黑白法無知。於有敵對法無知。於緣生無知。於六觸處如實無知。如是無知無見非現觀。黑闇愚癡。無明盲冥。罩網纏裏。頑騃渾濁。障蓋發盲。發無明。發無智。發劣慧。障礙善品。令不涅槃。無明漏。無明瀑流。無明軛。無明毒根。無明毒莖。無明毒枝。無明毒葉。無明毒花。無明毒果。癡等癡極癡。欣等欣極欣。癡類癡生。總名無明。 |

大般涅槃經 「御臣奉命，即迴車乘到王舍城耆闍崛山，至於佛所，頭面禮足，却坐一面，白佛言：『世尊！天人之中誰為繫縛？』『憍尸迦！慳、貪、嫉、妬。』又言：『慳、貪、嫉、妬，因何而生？』答言：『因無明生。』又言：『無明復因何生？』答言：『因放逸生。』又言：『放逸復因何生？』答言：『因顛倒生。』又言：『顛倒復因何生？』答言：『因疑心生。』『世尊！顛倒之法因疑生者，實如聖教。何以故？我有疑心，以疑心故則生顛倒，於非世尊生世尊想。我今見佛，疑網即除；疑網除故，顛倒亦盡；顛倒盡故，無有慳心乃至妬心。』佛言：『汝言無有慳、妬心者，汝今已得阿那含耶？阿那含者，無有貪心。若無貪心，云何為命來至我所？如阿那含，實不求命。』『世尊！有顛倒者則有求命，無顛倒者則不求命。然我今者實不求命，所欲求者，唯佛法身及佛智慧。』『憍尸迦！求佛法身及佛智慧，將來之世必當得之。』
http://www.swastika.org.tw/introduction-2.htm （页面存档备份，存于）